# Emily Blunt
Emily Blunt   (Wandsworth, 23 de febrer de 1983) és una actriu de cinema anglesa. Al llarg de la seva carrera ha guanyat diversos premis, entre ells un Globus d'Or i dos del Sindicat d'Actors de Cinema; a més a més, ha rebut una nominació als Premis Oscar i quatre als premis BAFTA.
Blunt debutà com a actriu el 2001, en la producció teatral The Royal Family. El 2004, feu el seu debut a la gran pantalla, amb la pel·lícula My Summer of Love, però no fou fins al 2006 que començà a ser reconeguda, gràcies als seus papers a les pel·lícules Gideon's Daughter i The Devil Wears Prada. Amb el temps, aparegué a més pel·lícules com el drama The Young Victoria (2009), la comèdia romàntica Salmon Fishing in the Yemen (2011), les pel·lícules de ciència-ficció The Adjustment Bureau (2011), Edge of Tomorrow (2014) o el musical Into the Woods.
Blunt rebé moltes crítiques favorables per la seva interpretació com a agent del FBI al thriller dramàtic Sicario (2015), una dona alcohòlica al thriller psicològic The Girl on the Train (2016) i una mare supervivent en la pel·lícula de terror A Quiet Place. També protagonitzà Mary Poppins Returns (2018), la seqüela de la pel·lícula de 1964 Mary Poppins, A Quiet Place Part II (2021), la pel·lícula d'aventures i fantasia Jungle Cruise (2021) i a la sèrie de western crepuscular del 2022 The English. El 2023, interpretà a Kitty Oppenheimer al thriller biogràfic dirigit per Christopher Nolan Oppenheimer i, la seva actuació li valgué una nominació als Oscars en la categoria de millor actriu secundària.

## Primers anys
Emily Olivia Laura Blunt nasqué a Londres el 23 de febrer de 1983. És la segona de quatre germans, amb la mare, Joanna Mackie, professora d'anglès i el pare, Oliver Blunt, advocat. Durant la seva infància, Blunt tingué problemes de tartamudesa, això feu que no parlés massa. Tot i això, quan Blunt actuava o imitava a altra gent, la seva tartamudesa desapareixia i, fou gràcies a una professora, que Blunt se n'adonà i continuà amb la interpretació, fins a descobrir el seu amor per l'actuació.
Blunt feu el dos últims anys de secundària a la Hurtwood House, una escola coneguda pel seu programa d'arts. Després d'actuar en una obra de teatre escolar a l'Edinburgh Festival, Blunt fou descoberta per un representant i signà el seu primer contracte.

## Carrera

### 2001–2005: Inicis
El 2001, quan tenia 18 anys, Blunt feu el seu debut com a actriu professional en una producció teatral del West End de l'obra de teatre The Royal Family, on interpretà a la neta del personatge de Judi Dench. El 2002 tornà a pujar a l'escenari, aquesta vegada per donar vida a Eugenie, un personatge de l'obra de Nicholas Wright Vincent in Brixton al National Theatre i, el mateix any, també feu de Julieta en una producció de Romeu i Julieta. També el 2003, Blunt aparegué al drama britànic Boudica, pel·lícula que narrà la vida de Boudica, una reina celta-brítona que lluità contra els Romans i a la sèrie dramàtica Henry VIII, on donà vida a Caterina Howard. El mateix any, aparegué a un episodi de la sèrie Foyle's War interpretant a Lucy Markham.
El debut a la gran pantalla, juntament amb el de protagonista, li arribà el 2004 amb la My Summer of Love, pel·lícula que segueix la relació entre dues noies joves de diferents orígens socioeconòmics. La seva interpretació li guanyà cert reconeixement i també fou elogiada per la crítica. Fou nominada als Premis British Independent Film en la categoria d'Actor més prometedor.
El 2004 aparegué a l'episodi "Death on the Nile" de la sèrie britànica Agatha Christie's Poirot, i donà vida al personatge de Linnet Ridgeway. El 2005 aparegué a la pel·lícula de la BBC Two The Strange Case of Sherlock Holmes & Arthur Conan Doyle, on interpretà a Jean Leckie. Aquell mateix any, Blunt interpretà a Camane a la sèrie nord-americana Empire.

### 2006–2010:The Devil Wears Pradai reconeixement mundial
El 2006 fou l'any en que Blunt guanyà el reconeixement mundial, primer amb Gideon's Daughter, una pel·lícula dramàtica on interpretà a la filla problemàtica del protagonista, i després amb la comèdia dramàtica The Devil Wears Prada, on donà vida a Emily Charlton, l'assistenta del personatge de Miranda Priestly (interpretat per Meryl Streep), i on també compartí pantalla amb Anne Hathaway i Stanley Tucci. Aquesta última, tingué una gran èxit comercial i aconseguí recaptar més de 325 milions de dòlars en tot el món. Per aquestes dues interpretacions, Blunt fou elogiada per la crítica i pel públic i guanyà el Globus d'Or a la Millor actriu secundària en una sèrie, minisèrie o pel·lícula per a televisió per Gideon's Daughter i també fou nominada al Globus d'Or a la millor actriu secundària i al BAFTA a la millor actriu secundària per The Devil Wears Prada. Finalment, el 2006, aparegué a la pel·lícula Irresistible, interpretant a la Mara.

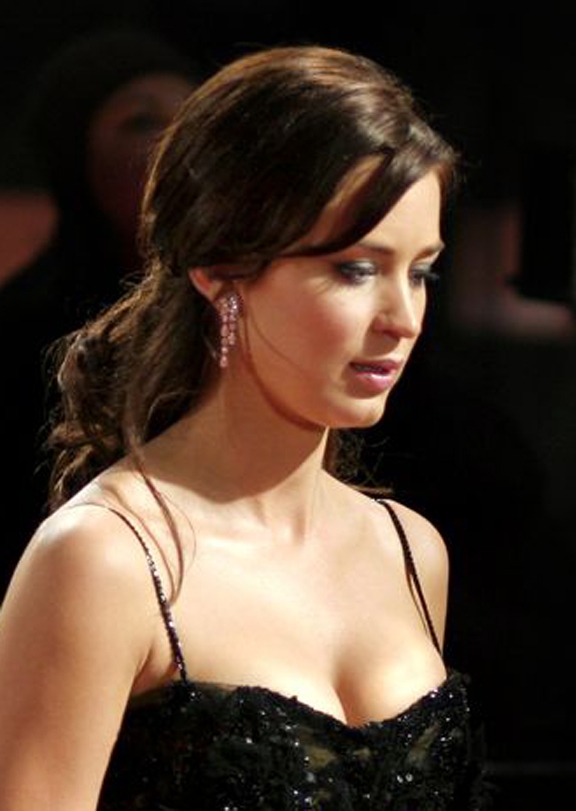
Blunt el 2007.

El 2007, Blunt participà en quatre projectes: a la pel·lícula de terror Wind Chill, al drama romàntic The Jane Austen Book Club, a la comèdia dramàtica Dan in Real Life i al drama biogràfic Charlie Wilson's War, en aquesta última, Tom Hanks i Julia Roberts en foren protagonistes. El 2008, aparegué, juntament a Amy Adams, a la pel·lícula Sunshine Cleaning interpretant a Norah Lorkowski. La història segueix a dues germanes, Adams i Blunt, que creen un negoci de neteja d'escenes de crims. Aquell mateix any aparegué com a Valerie Brennan a The Great Buck Howard.
El 2009, Blunt donà vida a la Reina Victòria al drama històric The Young Victoria, dirigida per Jean-Marc Vallée i escrita per Julian Fellowes, que es centrà en primers anys de la reina i el seu regnat. Per la seva interpretació, Blunt fou nominada a diferents premis, entre ells el Globus d'Or a la millor actriu dramàtica, el Satellite a la millor actriu i el Premi de la Crítica Cinematogràfica a la millor actriu. Blunt també posà veu a Juliet, un personatge de la vintena temporada de la sèrie animada The Simpsons. Aquell mateix any, Blunt guanyà el Premi Britannia a l'actriu de l'any.
El 2009, també protagonitzà el curtmetratge Curiosity, dirigit per Toby Spanton. El 2010, tingué un paper secundari a la pel·lícula The Wolfman, una remake de la pel·lícula de 1941 del mateix nom protagonitzada per Benicio del Toro i Anthony Hopkins. Aquesta nova versió, en general, no fou ben rebuda per la crítica. Blunt li oferiren interpretar el paper de Natasha Romanof / Black Widow a la pel·lícula Iron Man 2 (2010), però a causa del seu contracte amb 20th Century Studios, tingué que aparèixer a la comèdia Gulliver's travels.

### 2011–2014: Ciència-ficció i comèdia

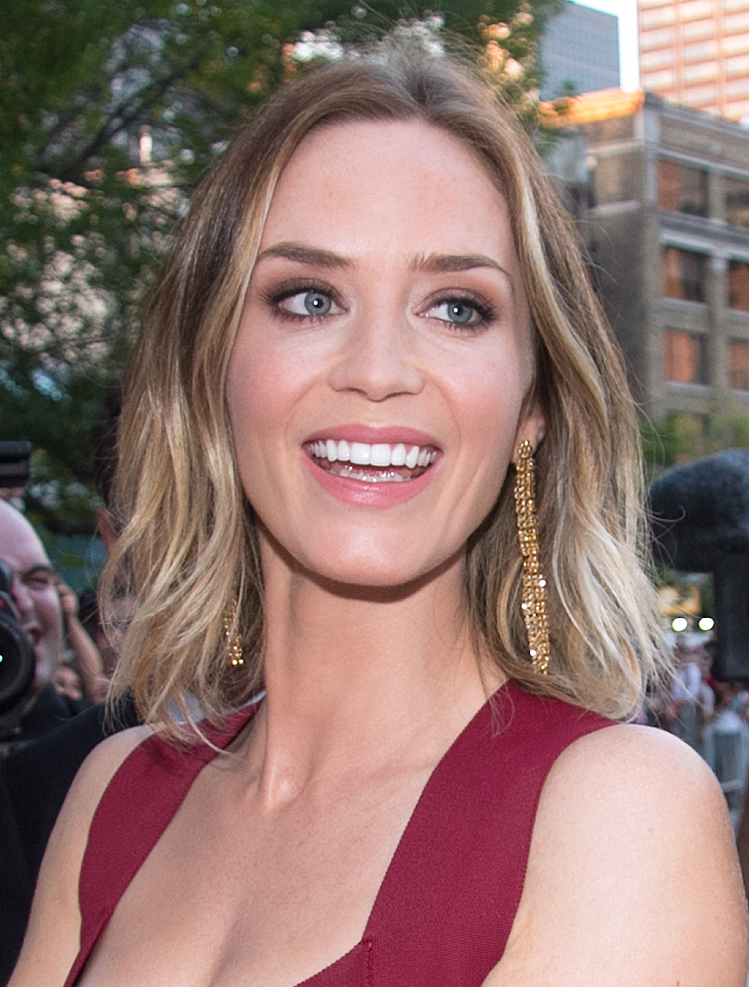
Blunt el 2012.

El 2011, Blunt donà veu al personatge de Juliet a la pel·lícula animada Gnomeo & Juliet. Aquell mateix any, juntament amb Matt Damon, protagonitzà el thriller de ciència-ficció The Adjustment Bureau "forces misterioses" intenten que els personatges de Blunt i Damon es mantinguin separats. La pel·lícula tingué una bona rebuda i la química entre els protagonistes també rebé crítiques positives. Durant aquell any, Blunt aparegué a la pel·lícula Salmon Fishing in the Yemen, una comèdia britànica en la que compartí pantalla amb Ewan McGregor. Fou estrenada al Festival Internacional de Cinema de Toronto de 2011 i, tant la pel·lícula com la actuació de Blunt foren rebudes positivament i, per aquesta raó, també rebé una nominació pel Globus d'Or a la millor actriu musical o còmica. Finalment, el 2011, Blunt protagonitzà la comèdia dramàtica Your Sister's Sister.
El 2012, Blunt i Jason Segel protagonitzaren el drama romàntic The Five-Year Engagement, una pel·lícula dirigida per Nicholas Stoller. La pel·lícula i la química entre Blunt i Segel reberen crítiques favorables, amb Elizabeth Weitzman destacant que tenen una "química creïble". A continuació, tingué un paper a Looper, una pel·lícula de ciència-ficció dirigida per Rian Johnson on interpretà a la Sara, una mare soltera que s'enamora d'una viatjant a través del temps. S'estrenà al Festival Internacional de Cinema de Toronto de 2012 i fou rebuda positivament. Juntament amb Colin Firth, també aparegué a la pel·lícula de comèdia dramàtica Arthur Newman.
El 2014, Blunt i Tom Cruise protagonitzaren la pel·lícula de ciència-ficció Edge of Tomorrow, dirigida per Doug Liman i una adaptació de la novel·la japonesa All You Need Is Kill, de Hiroshi Sakurazaka. Blunt donà vida a la Sargent Rita Vrataski, una soldat de les forces especials. La pel·lícula fou un èxit comercial, recaptant més de 370 milions de dòlars, i, tant la pel·lícula com la interpretació de Blunt, reberen crítiques positives; amb Justin Chang, de Variety descrivint la seva actuació com a "enèrgica" i "emocionalment present". Per la seva actuació, Blunt guanyà el Premi de la Crítica Cinematogràfica a la millor actriu d'acció. Aquell mateix any, Blunt també aparegué a la pel·lícula musical dirigida per Rob Marshall Into the Woods, una adaptació del musical del mateix nom. Coincidentment, durant el rodatge, Blunt estigué embarassada, igual que el seu personatge durant una part de la pel·lícula. La pel·lícula fou un èxit comercial i l'actuació i la veu de Blunt reberen crítiques positives. Blunt rebé una nominació als Globus d'Or en la categoria de millor actriu de musical o comèdia (la seva segona nominació en la categoria). També participà en el doblatge en anglès de pel·lícula animada japonesa El vent s'aixeca.

### 2015–present: Actriu establerta

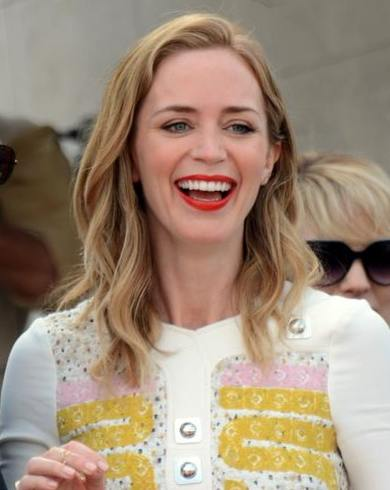
Blunt al Festival de Cannes de 2015.

El 2015, Blunt protagonitzà Sicario, un thriller sobre el narcotràfic i el crim dirigida per Denis Villeneuve i també protagonitzada per Benicio del Toro i Josh Brolin. En ella interpretà a l'agent del FBI Kate Macer, qui té la missió de derrotar el negoci de les drogues a Mèxic. La pel·lícula fou escollida per competir per la Palma d'Or al Festival de Cannes del 2015. Blunt, al igual que els seus companys de repartiment, rebé crítiques favorables per la seva interpretació. Brian Tellerico de Roger Ebert comentà que "Blunt és excel·lent" i que la "naturalesa menyspreada del seu personatge és el defecte més gran de la pel·lícula. També rebé la seva segona nominació consecutiva als Premis de la Crítica Cinematogràfica a la millor actriu d'acció.
El 2016 interpretà a la reina Freya a la fantasia fosca The Huntsman: Winter's War, una seqüela de Snow White and the Huntsman (2012). La pel·lícula, amb Cedric Nicolas-Troyan com a director i actors com Kristen Stewart, Charlize Theron i Chris Hemsworth, no fou ben rebuda per la crítica. El 2016, Blunt protagonitzà The Girl on the Train, una adaptació de la novel·la del mateix nom escrita per Paula Hawkins. En ella interpretà a Rachel Watson, una dona alcohòlica que es veu involucrada en una investigació de desaparició. Tot i que la pel·lícula no rebé massa bones crítiques, la interpretació de Blunt fou, en general, ben rebuda. Fou nominada al Premi BAFTA a la millor actriu i al Premi del Sindicat d'Actors de Cinema a la millor actriu. El 2017 participà en dues pel·lícules animades: Animal Crackers i My Little Pony: The Movie.
El 2018, Blunt protagonitzà la pel·lícula de terror A Quiet Place, sobre una família jove que intenta sobreviure en un món que ha estat envaït per monstres que maten a qualsevol so. La pel·lícula també fou protagonitzada, dirigida i escrita per John Krasinski, el seu marit. La interpretació del repartiment i la pel·lícula foren molt ben rebudes per la crítica i pel públic i, pel seu paper, Blunt rebé el Premi del Sindicat d'Actors de Cinema a la millor actriu de repartiment. Aquell mateix any, es posà en el paper de Mary Poppins per la pel·lícula Mary Poppins Returns, una seqüela de la pel·lícula de 1964. La crítica trobà que Blunt substituí molt bé a Julie Andrews, qui anteriorment interpretà al personatge, rebé bones crítiques i també nominacions en la categoria de millor actriu pels Globus d'Or i pels Premis del Sindicat d'Actors.
El 2020, Blunt aparegué a la comèdia dramàtica de John Patrick Shanley Wild Mountain Thyme juntament amb Jamie Dornan, Jon Hamm i Christopher Walken. La pel·lícula i l'accent (irlandès) de Blunt no tingueren una bona rebuda. També el 2020, Blunt reprengué el paper d'Evelyn Abbott a la pel·lícula de terror A Quiet Place Part II, la seqüela de la primera pel·lícula. Com l'anterior, aquesta fou dirigida, escrita i co-produïda per Krasinski i Blunt, a l'igual que la pel·lícula, rebé crítiques positives. La pel·lícula s'estrenà més tard del previst a causa de la pandèmia de Covid-19, però quan ho feu, fou la primera en recaptar més de 100 milions de dòlars en temps de pandèmia. El 2021, protagonitzà, juntament amb Dwayne Johnson, la pel·lícula Jungle Cruise, dirigida pel català Jaume Collet-Serra i que es basà en una atracció de Disney. El 2022, Blunt passà a la pantalla petita per interpretar a Cornelia Locke a la minisèrie britànica The English, que segueix a una dona anglesa (Locke) a través del Far West buscant venjança per la mort del seu fill. Per la seva interpretació, Blunt rebé una altra nominació als Premis del Sindicat d'Actors en la categoria de millor actriu en una minisèrie o telefilm.
El 2023 donà vida a Katherine Oppenheimer, la dona de Robert Oppenheimer (interpretat per Cillian Murphy), al biòpic Oppenheimer dirigit per l'anglès Christopher Nolan. La pel·lícula tingué una gran rebuda: recaptà quasi 975 milions de dòlars mundialment, convertint-se en la pel·lícula de Blunt amb més recaptació, i rebé molt bones crítiques, tant per part del públic com de la crítica. La interpretació de Blunt també fou lloada i rebé la seva primera nominació als Oscar en la categoria de Millor actriu secundària a part de nominacions als Globus d'Or, als del Sindicat d'Actors i als BAFTA, entre d'altres. La seva següent pel·lícula fou el drama criminal de Netflix Pain Hustlers, que co-protagonitzà amb Chris Evans. Blunt també fou productora executiva.
El 2024, Blunt aparegué, juntament a Ryan Gosling, Aaron Taylor-Johnson i Hannah Waddingham, a la pel·lícula d'acció i comèdia The Fall Guy, dirigida per David Leitch i en la que interpretà a una directora de cinema. El mateix any, posà veu a un Uni, un unicorn de la pel·lícula animada IF, dirigida per Krasinski. Està previst que protagonitzi, juntament amb Dwayne Johnson, la pel·lícula biogràfica The Smashing Machine interpretant a Dawn Staples, la dona del personatge de Johnson.

## Vida personal

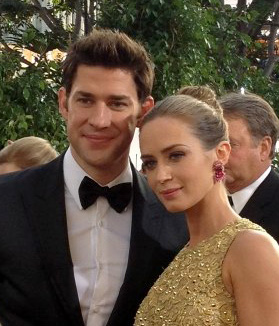
Emily Blunt i John Krasinski.

Entre el 2005 i el 2008, Blunt tingué una relació amb el cantant canadenc Michael Bublé. Blunt i el també actor John Krasinski es conegueren a través d'un amic comú i el novembre de 2008 començaren una relació. El juliol de 2010, la parella es casà a Como, Itàlia. Tenen dues filles, una nascuda el 2014 i l'altra el 2016.
El 2015, Blunt aconseguí la nacionalitat estatunidenca.

## Filmografia

### Cinema
| Any        | Títol                                                                                  | Personatge                      | Notes                                  | Ref.    |
| ---------- | -------------------------------------------------------------------------------------- | ------------------------------- | -------------------------------------- | ------- |
| 2004       | My Summer of Love                                                                      | Tamsin                          |                                        | [ 18 ]  |
| 2006       | The Devil Wears Prada                                                                  | Emily Charlton                  |                                        | [ 25 ]  |
| 2006       | Irresistible                                                                           | Mara                            |                                        | [ 31 ]  |
| 2007       | Wind Chill                                                                             | Noia                            |                                        | [ 32 ]  |
| 2007       | The Jane Austen Book Club (Coneixent Jane Austen)                                      | Prudie                          |                                        | [ 33 ]  |
| 2007       | Dan in Real Life (Real com la vida)                                                    | Ruthie Draper                   |                                        | [ 34 ]  |
| 2007       | Charlie Wilson's War (La guerra d'en Charlie Wilson)                                   | Jane Liddle                     |                                        | [ 35 ]  |
| 2008       | Sunshine Cleaning (Neteges Sunshine)                                                   | Norah Lorkowski                 |                                        | [ 3 ]   |
| 2008       | The Great Buck Howard                                                                  | Valerie Brennan                 |                                        | [ 36 ]  |
| 2009       | The Young Victoria (La reina Victòria)                                                 | Reina Victòria                  |                                        | [ 37 ]  |
| 2009       | Curiosity                                                                              | Emma                            | Curtmetratge                           | [ 44 ]  |
| 2010       | The Wolfman (L'home llop)                                                              | Gwen Conliffe                   |                                        | [ 45 ]  |
| 2010       | Gulliver's travels (Els viatges de Gulliver)                                           | Princesa Mary                   |                                        | [ 50 ]  |
| 2011       | Gnomeo & Juliet                                                                        | Juliet                          | Veu                                    | [ 51 ]  |
| 2011       | The Adjustment Bureau                                                                  | Elise Sellas                    |                                        | [ 53 ]  |
| 2011       | Salmon Fishing in the Yemen                                                            | Harriet Chetwode-Talbot         |                                        | [ 56 ]  |
| 2011       | Your Sister's Sister                                                                   | Iris                            |                                        | [ 60 ]  |
| 2012       | The Five-Year Engagement                                                               | Violet                          |                                        | [ 61 ]  |
| 2012       | Looper                                                                                 | Sara                            |                                        | [ 63 ]  |
| 2012       | Arthur Newman                                                                          | Michaela / Charlotte Fitzgerald | Interpreta a dos personatges diferents | [ 66 ]  |
| 2014       | Edge of Tomorrow (Al límit de l'endemà)                                                | Rita Vrataski                   |                                        | [ 67 ]  |
| 2014       | Into the Woods                                                                         | Dona del forner                 |                                        | [ 72 ]  |
| 2014       | El vent s'aixeca                                                                       | Nahoko Satomi                   | Veu, doblatge                          | [ 73 ]  |
| 2015       | Sicario (Sicari)                                                                       | Kate Macer                      |                                        | [ 74 ]  |
| 2016       | The Huntsman: Winter's War (Les cròniques de Blancaneu: El caçador i la reina del gel) | Reina Freya                     |                                        | [ 80 ]  |
| 2016       | The Girl on the Train (La noia del tren)                                               | Rachel Watson                   |                                        | [ 81 ]  |
| 2017       | Animal Crackers                                                                        | Zoe Huntington                  | Veu                                    | [ 85 ]  |
| 2017       | My Little Pony: The Movie                                                              | Tempest Shadow                  | Veu                                    | [ 86 ]  |
| 2018       | A Quiet Place (Un lloc tranquil)                                                       | Evelyn Abbott                   |                                        | [ 87 ]  |
| 2018       | Mary Poppins Returns                                                                   | Mary Poppins                    |                                        | [ 90 ]  |
| 2020       | Wild Mountain Thyme                                                                    | Rosemary Muldoon                |                                        | [ 93 ]  |
| 2020       | A Quiet Place Part II                                                                  | Evelyn Abbott                   |                                        | [ 96 ]  |
| 2021       | Jungle Cruise                                                                          | Lily Houghton                   |                                        | [ 98 ]  |
| 2023       | Oppenheimer                                                                            | Katherine Oppenheimer           |                                        | [ 101 ] |
| 2023       | Pain Hustlers                                                                          | Liza Drake                      | També productora executiva             | [ 111 ] |
| 2024       | The Fall Guy                                                                           | Jody Moreno                     |                                        | [ 121 ] |
| 2024       | IF                                                                                     | Uni                             | Veu                                    | [ 113 ] |
| A anunciar | The Smashing Machine                                                                   | Dawn Staples                    | En producció                           | [ 114 ] |

### Televisió
| Any       | Títol                                                    | Personatge      | Notes                                                                     | Ref.            |
| --------- | -------------------------------------------------------- | --------------- | ------------------------------------------------------------------------- | --------------- |
| 2003      | Boudica                                                  | Isolda          | Pel·lícula de televisió                                                   | [ 122 ]         |
| 2003      | Foyle's War                                              | Lucy Markham    | Episodi: "War Games"                                                      | [ 17 ]          |
| 2003      | Henry VIII                                               | Caterina Howard |                                                                           | [ 123 ]         |
| 2004      | Agatha Christie's Poirot                                 | Linnet Ridgeway | Episodi: "Death on the Nile"                                              | [ 23 ]          |
| 2005      | The Strange Case of Sherlock Holmes & Arthur Conan Doyle | Jean Leckie     | Pel·lícula de televisió                                                   | [ 24 ]          |
| 2005      | Empire                                                   | Camane          |                                                                           | [ 16 ]          |
| 2006      | Gideon's Daughter                                        | Natasha         | Pel·lícula de televisió                                                   | [ 3 ]           |
| 2009      | The Simpsons                                             | Juliet          | Veu; Episodi: "Lisa the Drama Queen"                                      | [ 42 ]          |
| 2015      | Lip Sync Battle                                          | Ella mateixa    | Episodi: "Emily Blunt vs. Anne Hathaway"                                  | [ 124 ]         |
| 2016 2024 | Saturday Night Live                                      | Ella mateixa    | Episodi: "Emily Blunt/Bruno Mars" Episodi: "Ryan Gosling/Chris Stapleton" | [ 125 ] [ 126 ] |
| 2022      | The English                                              | Cornelia Locke  | Minisèrie                                                                 | [ 99 ]          |

### Teatre
| Any     | Títol              | Personatge     | Teatre                 | Ref.    |
| ------- | ------------------ | -------------- | ---------------------- | ------- |
| 2001–02 | The Royal Family   | Gwen Cavendish | Teatre Royal Haymarket | [ 127 ] |
| 2002    | Vincent in Brixton | Eugenie        | Royal National Theatre | [ 14 ]  |
| 2002    | Romeu i Julieta    | Julieta        | Chichester Festival    | [ 2 ]   |

## Premis i nominacions
| Premis                                | Any  | Categoria                                        | Feina                                                     | Resultat   | Ref.          |
| ------------------------------------- | ---- | ------------------------------------------------ | --------------------------------------------------------- | ---------- | ------------- |
| Premis BAFTA                          | 2007 | Millor actriu secundària                         | The Devil Wears Prada (El diable es vesteix de Prada)     | Nominada   | [ 30 ]        |
| Premis BAFTA                          | 2007 | BAFTA a l'estrella emergent                      | BAFTA a l'estrella emergent                               | Nominada   | [ 30 ]        |
| Premis BAFTA                          | 2017 | Millor actriu                                    | The Girl on the Train (La noia del tren)                  | Nominada   | [ 30 ]        |
| Premis BAFTA                          | 2024 | Millor actriu secundària                         | Oppenheimer                                               | Nominada   | [ 30 ]        |
| Premis Britannia                      | 2009 | Actriu de l'any                                  | Actriu de l'any                                           | Guanyadora | [ 43 ]        |
| Premis British Independent Film       | 2009 | Actor més prometedor                             | My Summer of Love                                         | Nominada   | [ 22 ]        |
| Premis de la Crítica Cinematogràfica  | 2010 | Millor actriu                                    | The Young Victoria (La reina Victòria)                    | Nominada   | [ 40 ] [ 41 ] |
| Premis de la Crítica Cinematogràfica  | 2013 | Millor actriu d'acció                            | Looper                                                    | Nominada   | [ 128 ]       |
| Premis de la Crítica Cinematogràfica  | 2015 | Millor actriu d'acció                            | Edge of Tomorrow (Al límit de l'endemà)                   | Guanyadora | [ 70 ]        |
| Premis de la Crítica Cinematogràfica  | 2016 | Millor actriu d'acció                            | Sicario (Sicari)                                          | Nominada   | [ 78 ]        |
| Premis de la Crítica Cinematogràfica  | 2019 | Millor actriu                                    | Mary Poppins Returns                                      | Nominada   | [ 129 ]       |
| Premis de la Crítica Cinematogràfica  | 2019 | Millor actriu de comèdia                         | Mary Poppins Returns                                      | Nominada   | [ 129 ]       |
| Premis de la Crítica Cinematogràfica  | 2024 | Millor actriu secundària                         | Oppenheimer                                               | Nominada   | [ 130 ]       |
| Premis de la Crítica Cinematogràfica  | 2024 | Millor repartiment                               | Oppenheimer                                               | Guanyadora | [ 130 ]       |
| Premis Empire                         | 2010 | Millor actriu                                    | The Young Victoria (La reina Victòria)                    | Nominada   | [ 131 ]       |
| Premis Oscar                          | 2024 | Millor actriu secundària                         | Oppenheimer                                               | Nominada   | [ 108 ]       |
| Premis Globus d'Or                    | 2007 | Millor actriu secundària                         | The Devil Wears Prada (El diable es vesteix de Prada)     | Nominada   | [ 29 ]        |
| Premis Globus d'Or                    | 2007 | Millor actriu en una sèrie, minisèrie o telefilm | Gideon's Daughter                                         | Guanyadora | [ 29 ]        |
| Premis Globus d'Or                    | 2010 | Millor actriu dramàtica                          | The Young Victoria (La reina Victòria)                    | Nominada   | [ 29 ]        |
| Premis Globus d'Or                    | 2013 | Millor actriu de musical o comèdia               | Salmon Fishing in the Yemen (La pesca del salmó al Iemen) | Nominada   | [ 29 ]        |
| Premis Globus d'Or                    | 2015 | Millor actriu de musical o comèdia               | Into the Woods                                            | Nominada   | [ 29 ]        |
| Premis Globus d'Or                    | 2019 | Millor actriu de musical o comèdia               | Mary Poppins Returns                                      | Nominada   | [ 29 ]        |
| Premis Globus d'Or                    | 2024 | Millor actriu secundària                         | Oppenheimer                                               | Nominada   | [ 29 ]        |
| Premis Satellite                      | 2009 | Millor actriu                                    | The Young Victoria (La reina Victòria)                    | Nominada   | [ 38 ] [ 39 ] |
| Premis Satellite                      | 2009 | Millor actriu secundària                         | Sunshine Cleaning (Neteges Sunshine)                      | Nominada   | [ 38 ] [ 39 ] |
| Premis Satellite                      | 2024 | Millor actriu secundària                         | Oppenheimer                                               | Nominada   | [ 132 ]       |
| Premis Satellite                      | 2024 | Millor repartiment                               | Oppenheimer                                               | Guanyadora | [ 132 ]       |
| Premis Saturn                         | 2024 | Millor actriu secundària                         | Oppenheimer                                               | Guanyadora | [ 133 ]       |
| Premi del Sindicat d'Actors de Cinema | 2017 | Millor actriu                                    | The Girl on the Train (La noia del tren)                  | Nominada   | [ 84 ]        |
| Premi del Sindicat d'Actors de Cinema | 2019 | Millor actriu                                    | Mary Poppins Returns                                      | Nominada   | [ 89 ]        |
| Premi del Sindicat d'Actors de Cinema | 2019 | Millor actriu de repartiment                     | A Quiet Place                                             | Guanyadora | [ 89 ]        |
| Premi del Sindicat d'Actors de Cinema | 2023 | Millor actriu en un telefilm o minisèrie         | The English                                               | Nominada   | [ 100 ]       |
| Premi del Sindicat d'Actors de Cinema | 2024 | Millor actriu de repartiment                     | Oppenheimer                                               | Nominada   | [ 109 ]       |
| Premi del Sindicat d'Actors de Cinema | 2024 | Millor repartiment                               | Oppenheimer                                               | Guanyadora | [ 109 ]       |

1. 1 2 3  Compartit amb el repartiment d'Oppenheimer.